# 特殊知能暴力集団
特殊知能暴力集団（とくしゅちのうぼうりょくしゅうだん）とは、暴力団など反社会的勢力との関係を背景に、その威力を用い、または暴力団と資金的なパイプを有し、構造的な不正の中核となっている集団のこと。
反社会的勢力と連携して、会計や法律などの専門知識を悪用して、株価操縦やインサイダー取引などで証券市場や企業から不当な要求を繰り返している。この集団に現職の税理士や弁護士が加担していた事件も見られる。